# Tučňáci z Madagaskaru
Tučňáci z Madagaskaru (v anglickém originále The Penguins of Madagascar) je americký animovaný televizní seriál televize Nickelodeon. Objevuje se zde devět postav filmu Madagaskar: tučňáci Skipper (Tom McGrath), Rico (John DiMaggio), Kowalski (Jeff Bennett) a Vojín (James Patrick Stuart), dále lemuři Král Jelimán (Danny Jacobs), Maurice (Kevin Michael Richardson) a Mort (Andy Richter), a nakonec šimpanzi Mason (Conrad Vernon) Phil a vydra Marlene. Seriál produkovaly společnosti Nickelodeon Productions a DreamWorks Animation. Výkonnými producenty byli Bob Schooley a Mark McCorkle, kteří jsou tvůrci seriálu Kim Possible.

## Synopse
Seriál sleduje příběh čtyř tučňáků, kteří provádějí různé úkoly či mise, aby ochránili svůj domov v Central Park Zoo. Také se potýkají s mnoha problémy, které způsobují jejich sousedé, lemuři Král Jelimán XIII., Maurice a Mort.

## Obsazení
| Tom McGrath          | Skipper – šéf celé party tučňáků                                                |
| Jeff Bennett         | Kowalski – chytrý tučňák, který vytváří vynálezy a zlepšováky                   |
| John DiMaggio        | Rico – tučňák, moc nemluví. Z pusy také může vystřelovat či vyndavat různé věci |
| James Patrick Stuart | Vojín – nejmladší tučňák                                                        |